# Thalassoma lucasanum
 Thalassoma lucasanum és una espècie de peix de la família dels làbrids i de l'ordre dels perciformes. Va ser descrit per Theodore N. Gill el 1862.

## Morfologia
Els adults poden assolir els 15 cm de longitud total.

## Distribució geogràfica
Es troba des del Golf de Califòrnia fins a Panamà, incloent-hi les Illes Galápagos.